# Школьные узы
«Школьные узы» (англ. School Ties) — фильм режиссёра Роберта Мэндела. Драматическая история молодого человека, жившего в середине XX века, простолюдина и выходца из глубокой провинции, поступившего в самый престижный колледж Америки.
Очень реалистичный и психологически точный фильм — одно из лучших кинопутешествий в пятидесятые годы. В это время Америка постепенно приходила к необходимости политкорректности и равенства, а сознание людей с трудом, но менялось: евреи, итальянцы, афроамериканцы и латиноамериканцы постепенно завоевывали себе место под солнцем. К тому же в «Школьных узах» засветился добрый десяток будущих голливудских звёзд, таких как Мэтт Деймон, Бен Аффлек, Брендан Фрэйзер и Крис О’Доннелл. Все они играют просто великолепно, и именно этот фильм заставил продюсеров обратить на них внимание.

## Сюжет
Дэвид Грин — выходец из бедной еврейской семьи в Пенсильвании. Но он умён, и к тому же отличный спортсмен — так что колледжи выстраиваются в очередь, предлагая ему скидку на обучение, лишь бы парень играл в их спортивной команде. Так Грин попадает в престижную школу в Массачусетсе, где учатся сплошь БАСПы (белые англосаксонские протестанты) — надежда и опора американского общества, будущие врачи, адвокаты и политики. Все эти ребята — выходцы из очень хороших семей, и совсем не в восторге от того, что им придётся сидеть за одной партой с еврейским бедняком. К тому же на дворе — тысяча девятьсот пятидесятые годы, и Америке ещё очень далеко до политкорректности.
Грину, со своей стороны, теперь часто предстоит делать нелёгкий выбор. Следовать ли прежним правилам, или не выделяться и соблюдать законы, по которым живут его новые товарищи по учёбе.
Поначалу новичку приходится терпеть все неприятности, которые могут свалиться на долю классового изгоя. Но, к счастью, у него есть не только мозги, но и крепкие кулаки.

## В ролях
- Брендан Фрэйзер — Дэвид Грин
- Мэтт Деймон — Чарли Диллон
- Крис О'Доннелл — Крис Рис
- Бен Аффлек — Чести Смит
- Эндрю Лоури — Мак МакГиверн
- Коул Хаузер — Джек Коннорс
- Рэндолл Батинкофф — Рип Ван Келт
- Энтони Рэпп — Ричард МакГу Коллинс
- Эми Локейн — Салли Уилер
- Питер Донат — Доктор Бартрам
- Желько Иванек — Мистер Клиари
- Кевин Тай — Тренер МакДевитт
- Майкл Хиггинс — Мистер Гираш

## Съёмочная группа
- Режиссёр — Роберт Мэндел
- Продюсеры — Стэнли Р. Джаффе, Шерри Лэнсинг, Майкл Тадросс, Дэнтон Рисснер
- Сценаристы — Дик Вульф, Дэррил Пониксен
- Оператор — Фредди Фрэнсис
- Композитор — Морис Жарр